# Siege in Fog
Siege in Fog (chino: 人生若如初相见; pinyin: Ren Sheng Ruo Ru Chu Xian Jian, lit. Color of Night), es una serie de televisión china transmitida del 2 de marzo del 2018 hasta el 18 de abril del 2018 por QQLive.
La serie estuvo basada en la novela "Mi Wu Wei Cheng" (迷雾围城) del escritor Fei Wo Si Cun.

## Sinopsis
Yi Liankai, es un playboy coqueto proveniente de una familia adinerada, que se enamora a primera vista de Qin Sang, una joven y hermosa doncella. Liankai hace todo lo posible por lograr obtener su mano en matrimonio, a pesar de que ella estaba enamorada de Li Wangping. Al inicio es fría y rechaza todos los avances de Liankai, acepta casarse con él para que su padre pudiera recuperar su posición como oficial.
Mientras ambos pasan varios obstáculos juntos en tiempos de guerra y caos, poco a poco Qin Sang termina enamorándose de Liankai. Sin embargo las cosas se complican cuando Wangping, vuelve a su vida como un hombre manipulador y se convierte en el asistente de su esposo.

## Reparto[4]

### Personajes principales
| Actor       | Personaje                 | N.º de episodios | Notas |
| ----------- | ------------------------- | ---------------- | --- |
| Elvis Han   | Yi Liankai / Lan Po       | -                | Es el tercer maestro de la familia Yi y el discípulo del Señor Fan. Aunque parece ser hombre juguetón y desenfrenado, en realidad es una persona valiente y astuta. Al inicio tiene fama de ser coqueto, sin embargo después de que conoce a Qin Sang, se enamora profundamente de ella y se vuelve devoto a ella. Liankai ingresa a las fuerzas armadas y se convierte en el comandante de las tropas de la coalición sólo para proteger a su esposa Qin Sang. |
| Sun Yi      | Qin Sang                  | -                | Es la hija de un alto funcionario, Es una mujer fría, misteriosa pero inteligente e ingeniosa. Al inicio está enamorada de Li Wangping, por lo que cuando su madre la obliga a casarse con Yi Liankai, no está contenta. Aunque al inicio parece no afectarle los constantes intentos de Liankai por ganar su afecto, finalmente termina enamorándose de él. Su principal objetivo es ayudar a su familia, en especial a su padre.                              |
| Jeremy Tsui | Li Wangping / Pan Jianchi | -                | Es un joven temperamental y patriótico, así como el primer amor de Qin Sang, de quien se tiene que separar luego de que es enviado al extranjero para estudiar en la principal academia militar de Japón. Después de graduarse con gran éxito, regresa al país con una nueva identidad "Pan Jianchi". Ahora un hombre intrigante y manipulador, decide convertirse en el segundo al mando de Yi Liankai, para estar cerca de Qin Sang.                          |

### Personajes secundarios

#### Casa Yi
| Actor         | Personaje   | N.º de episodios | Notas |
| ------------- | ----------- | ---------------- | --- |
| Alex Fong     | Yi Jipei    | -                | Es el Jefe de la casa Yi y el Gran Oficial del Ejército Yi. |
| Ma Jinghan    | Yi Lianyi   | -                | Es el primer joven maestro, parece ser un caballero, pero en realidad es un hombre intrigante, que no se detiene ante nada con tal de obtener lo que quiere. Fue una persona sobresaliente y ejemplar durante su juventud, pero después de quedar lisiado, luego de caer en una trampa tendida or Yi Shoucheng, su forma de ser cambia..     |
| Jin Feng      | Murong Qian | -                | Es la esposa de Yi Lianyi, así como la hija de Murong Chen y la hermana mayor de Murong Feng. Es una mujer conservadora y tradicional, que es muy apreciada por Yi Jipei. Está a cargo de todos los asuntos del hogar de la familia Yi. |
| Zou Tingwei   | Yi Lianshen | -                | Es el segundo maestro, un hombre que posee ingenio y fuerza. Fue entrenado en el ejército desde que era joven, donde ejerce una autoridad y poder sustanciales. Es un hombre intrigante y hambriento de poder, y planea usurpar la herencia de la familia. Debido a su parecido con Yi Shoucheng, constantemente es confundido como su hijo. |
| Zheng Luoqian | Fan Yanyun  | -                | Es la esposa de Yi Lianshen y la hija del Señor Fan. Es una mujer progresista e independiente, quien a pesar de estar casada, está enamorada de Yi Liankai, su amigo de la infancia, por lo que hace sacrificios por él, aunque el nunca le corresponde.                                                                                     |
| Nie Jiale     | Yi Xiaorong | -                | Es la cuarta joven de la casa. es una joven alegre e inocente, que está enamorada de Yi Jipei. |

#### Warlord Faction
| Actor        | Personaje                    | N.º de episodios | Notas |
| ------------ | ---------------------------- | ---------------- | --- |
| Hou Yong     | Yi Shoucheng / Liang Xingbei | -                | Es el hermano menor de Yi Xupei y el Líder de la Alianza Sky. Con el fin de ocupar la posición de su hermano en el ejército, utiliza todo tipo de manipulaciones y realiza todo tipo de acciones deshonestas para destruir a las personas que intentan detenerlo. |
| Yu Bo        | Li Chongnian                 | -                | Es un Señor de guerra de Yizhou, es un hombre ambicioso que ha planeado en secreto durante años derrocar al ejército Yi. Es cruel y despiadado y está dispuesto a sacrificar a quién sea y cualquier cosa con tal de lograr sus objetivos.                        |
| Huang Wenhao | Murong Chen                  | -                | Es el Señor de la guerra de Chengdu, y un compañero de armas de Yi Jipei. |
| Chen Ruoxuan | Murong Feng                  | -                | Es el hijo de Murong Chen, un joven general de Chengdu. |
| Su Mao       | Gao Peide                    | -                | Es el subordinado de Yi Jipei en Changye. Es el Gobernador Militar de la Provincia. |
| Sun Chuinan  | Gao Shaoxuan                 | -                | Es el hijo de Gao Peide, está enamorado de Qin Sang, sin embargo ella no le corresponde. |
| Hao Bojie    | Furong Cai                   | -                | Es el Discípulo mayor de Fan Zhiheng y un aliado de Li Chongnian. |
| Wen Jiang    | Yao Jingren                  | -                | Es un comandante leal de la división de Li Chongnian. Ayuda a mantener vigilada a Liankai. |
| Li Jun       | Zhang Xikun                  | -                | Es el Gobernador de la Pronvincia de Fuzhou, le es leal a Yi Lianshen. |
| Hou Peijie   | Jiang Jinyi                  | -                | Es el Gobernador de la Provincia de Fuzhoi, quien remplaza a Zhang Xikun en su puesto después del asedio de Li Chongnian a Fuyuan. |
| Yue Yaoli    | Fan Zhiheng                  | -                | Es el ayudante y confidente de Yi Jipei, así como el maestro de Yi Liankai y Furong Cai's teacher, y el padre de Yanyun. |
| Guo Wei      | Teniente Song                | -                | Es el primer ayudante de Yi Liankai. |
| He Yihao     | Teniente Xu                  | -                | Es el segundo ayudante de Yi Liankai, quien reemplaza al teniente Song en su puesto después de su muerte. |

#### Casa Cheng
| Actor      | Personaje     | N.º de episodios | Notas |
| ---------- | ------------- | ---------------- | --- |
| Gao Xiong  | Viejo Erudito | -                | Es el hombre más rico de la ciudad y el Jefe de la casa Cheng. |
| Shu Yaxin  | Cheng Yunzhi  | -                | Es el joven maestro de la casa Cheng, es un joven arrogante y sin escrúpulos, que patrocina financieramente a la familia Yi.                                                                                             |
| Lv Jiarong | Min Hongyu    | -                | Es la hija ilegítima de la familia Cheng, una famosa cortesana que es vendida a un burdel desde que era muy joven. Está enamorada de Yi Liankai, por lo que lo ayuda en lo que necesita, aunque él nunca le corresponde. |

### Otros personajes
| Actor        | Personaje    | N.º de episodios | Notas |
| ------------ | ------------ | ---------------- | --- |
| Zhao Liang   | Qin Housheng | -                | Es el Jefe de la casa de Qin y el padre de Qin Sang. Es un hombre conocedor y humilde que no desea ni el poder ni la fama. Fue retirado de su cargo en el gobierno después de haber sido incriminado falsamente por Furong Cai, por lo que termina encontrándose en una situación desesperada. |
| Hao Zejia    | Deng Yulin   | -                | Es una joven doncella patriótica y apasionada. Después de ser liberada de su captura, decide cambiarse el nombre y se convierte en abogada. Es la amiga más cercana de Qin Sang, a quien protege.                                                                                              |
| Maggie Shiu  | Zhun Xiu     | -                | Es una antigua criada del palacio, amiga y confidente de Yi Xupei. |
| Liu Xinqi    | Yao Yuping   | -                | Es la hija de Yao Jingren y la amiga de Qin Sang. |
| Cui Shaohan  | Zhang Linzhi | -                | Es el hijo de Zhang Xikun. |
| Zhou Xiaofei | Madre Zhu    | -                | Es la asistente personal de Qin Sang. |
| Zhang Xuejun | Shi Busuan   | -                | Es un adivino. |

## Episodios
La serie estuvo conformada por 50 episodios.

## Música
El Soundtrack de la serie estuvo conformada por 7 canciones.
| No. | Artista (as)  | Canción                                                | Notas                               |
| --- | ------------- | ------------------------------------------------------ | ----------------------------------- |
| 1   | Henry Huo     | "Burning City Snow" (焚城雪)                           | (canción de inicio)                 |
| 2   | Jin Chi       | "If Life Was Like How We First Met" (人生若只如初相见) | (canción insertada)                 |
| 3   | Sun Bolun     | "Lock You, Lock Heart" (锁你锁心)                      | (canción insertada)                 |
| 4   | Sun Yi        | "First Love, First Encounter" (初恋初见)               | (canción del personaje de Qin Sang) |
| 5   | Zheng Luoqian | "Women's Heart" (女人心)                               | (canción insertada)                 |
| 6   | Chen Weiqi    | "Speechless" (无言)                                    | (canción insertada)                 |
| 7   | Zou Tingwei   | "Song of Intoxication" (醉狂歌)                        | (canción de cierre)                 |

## Producción
La serie estuvo basada en la novela "Mi Wu Wei Cheng" (迷雾围城) del escritor chino Ai Jingjing conocido por su seudónimo "Fei Wo Si Cun".
También fue conocida como "Color of Night", "If Time Could Stop At The Moment When We First Meet" y en español como "Asedio en la Niebla".
Fue dirigida por Hou Shu-pui, quien contó con el apoyo de los guionistas Jia Dongyan y Wu Yao, mientras que la producción estuvo a cargo de Chang Sha y Lin Guo Hau.
Contó con la compañía de producción "Wonderful Media".
La serie contó con un presupuesto de ¥1.5 mil millones y fue filmada entre marzo y junio del 2016 en Hengdian World Studios.

### Distribución internacional
| País    | Cadena         | Fecha de Emisión (horario)                                                        |
| ------- | -------------- | --------------------------------------------------------------------------------- |
| Malasia | 8TV (Malaysia) | 14 de mayo de 2018 - 20 de julio de 2018 (de lunes a viernes, de 8:30pm a 9:30pm) |